# Agrilus salweenensis
Agrilus salweenensis é uma espécie de inseto do género Agrilus, família Buprestidae, ordem Coleoptera.
Foi descrita cientificamente por Stebbing, 1914.